# Smicridea discalis
Smicridea discalis is een schietmot uit de familie Hydropsychidae. De soort komt voor in het Neotropisch gebied.